# Eierbach (Bühler)
Der Eierbach ist ein nicht ganz einen Kilometer langer Bach im Gebiet der Gemeinde Bühlertann im Landkreis Schwäbisch Hall im nordöstlichen Baden-Württemberg, der nahe der Niedermühle des Ortes von links und Westsüdwesten in den alten Mühlkanal neben der Bühler mündet.

## Geographie

### Verlauf
Der Eierbach entsteht in leidlich beständigem Lauf im flachgründigen östlichen Teil des Gewanns Erlenlache auf etwa 382 m ü. NHN. Etwa hundert Meter südwestlich des Aussiedlerhofes Im Hag 1 beginnt hier in meist beweidetem, völlig baumlosen Grünland abrupt eine einen bis anderthalb Meter tiefe Rinne, die in begradigtem Lauf ostwärts zieht.
Schon nach wenigen Dutzend Metern läuft ihr von links eine weitere, etwa 600 Meter lange Rinne zu, die als Seitengraben eines befestigten Feldweges in der westlichen Flachlandbucht Erlenlache zwischen den Ostspornen des (Mittelfischacher) Tannenbergs im Norden und des Galgenberges im Süden beginnt, kurz diesem Feldweg ostwärts folgt, dann sich in einem Bogen durch Wiesen nach Norden von ihm abkehrt und ihn über einen anfangs nur grasigen, später eingeschotterten Weg wieder erreicht, um dann gleich in den Eierbach zu münden. Dieser Zulauf führt nur selten Wasser.
Daraufhin fließt der Eierbach auf Ostkurs in jeweils einigen Dutzend Metern Abstand zwischen dem genannten, isoliert stehenden Aussiedlerhof im Norden und einem den Westrand Bühlertanns tangierenden im Süden hindurch, gequert von einem Wirtschaftsweg und ein paar Wiesenüberfahrten über verrohrte Abschnitte. Etwa 300 Meter nach dem Ursprung wendet er sich auf Ostnordostlauf, seine bisher sehr flache Mulde beginnt sich nun einzutiefen und er läuft unter dem Damm der L 1066 Bühlertann–Hausen hindurch. Jenseits passiert er in immer noch die Begradigung erkennen lassendem, aber etwas steilerem und unruhigerem Lauf die Bühlertanner Siedlung um den Eierbachring gleich rechts auf einer kleinen Hochfläche und den höheren Hügelrücken des Alten Galgenberges weit zur Linken. Er unterquert am Nordrand Bühlertanns verdolt die K 2621 Bühlertann–Obersontheim nahe der Zufahrt zur Niedermühle und mündet dann auf etwa 370 m ü. NHN von links in deren ehemaligen Mühlkanal links der Bühler.
Der Eierbach ist 0,9 km lang und hat ein Sohlgefälle von absolut etwa 12 Höhenmeter und relativ rund 14 ‰. Sein Lauf ist bis zur Landesstraße wie mit Lineal und Zirkel gezogen und völlig gehölzfrei, danach stehen sich sporadisch in etwas Abstand alte Obstbäume. Er hat außer dem genannten, nur perennierenden Oberlaufzufluss nur Zulauf aus die gequerten Straßen begleitenden, ebenso unbeständig wasserführenden Seitengräben.

### Einzugsgebiet
Der Eierbach entwässert ein Einzugsgebiet von etwa 0,8 km² Größe ungefähr ostnordostwärts zur mittleren Bühler. An seiner Westspitze berühren sich auf dem höchsten Punkt des Einzugsgebietes die kleinen Hochflächen von Galgenberg und Tannenberg auf etwa 438 m ü. NHN, hier grenzt nur kurz Einzugsgebiet des großen Bühlerzuflusses Fischach an. Hinter der langen linken Wasserscheide über Tannenberg und Alten Galgenberg läuft der fernere Dietelsbach nordöstlich zur Bühler, jenseits der rechten und südlichen über den Galgenberg und dann durch Bühlertann ostwärts der nähere Seegraben.
Das Gebiet ist größtenteils offene Flurlandschaft mit jeweils einem kleinen Waldanteil im Westen auf den die westliche Erlenlach einfassenden Hügelrücken und einem kleinen Teil geschlossener Siedlungsfläche Bühlertanns am Südostrand und liegt ganz im Gemeindegebiet von Bühlertann. Naturräumlich zählt es zur Hohenloher Ebene, genauer zur Vellberger Bucht, der Keuperstufenrandbucht der Bühler.

## Geologie

### Schichten
Das Einzugsgebiet des Eierbachs liegt im Mittel- und im Unterkeuper. Die schmalen Hochebenen des Tannenbergs und des Galgenbergs am Westrand sind Verebnungsflächen auf der Corbula-Schicht des Gipskeupers (Grabfeld-Formation). An den Gipskeuperhängen darunter und in der kleinen Talbucht der westlichen Erlenlache, die auch noch dem Gipskeuper angehören, gibt es nur unbeständigen Wasserfluss. Der Lettenkeuper (Erfurt-Formation) setzt im flachen Talverlauf nahe der Eierbachquelle ein und zieht sich bis zur Mündung. Dem Gewässer folgt ein Auensedimentstreifen.

### Geotope
- Ganz im Westen am Nordhang des Galgenbergs hinunter in die Erlenlach liegt auf einem flacheren Hangabschnitt im Wald eine große Einsturzdoline mit einem Durchmesser von 5–10 Meter.
- Auf dem Hügelrücken Alter Galgenberg links des Unterlaufs liegt nahe der L 1060 ein alter Gipsbruch. Der heute (2015) schon seit Jahrzehnten aufgelassene Abbau ging auf den bankigen Grundgips. Erhalten und geschützt ist die Grube, in der Teile der Abbaukante noch erhalten sind, die gipshaltigen Schichten jedoch sichtbar mehr und mehr unter der Witterung erodieren. Auf dem übrigen Gelände werden zu Zeiten Motocross-Veranstaltungen abgehalten. Der gewonnene Gips wurde früher in der Niedermühle gebrannt.[LUBW 4]

Eine weitere, noch ältere, kleinere, weniger und weniger erkennbare Abbaustelle liegt weiter im Westen am Ostsporn des Galgenbergs.

### Zuflüsse
- (Namenloser Graben), von links gleich nach der Quelle, ca. 0,6 km[LUBW 5] und ca. 0,4 km².[LUBW 3] Entsteht auf etwa 387 m ü. NHN neben einem befestigten Feldweg in der westlichen Erlenlache. Sehr unbeständig.

### LUBW
Amtliche Online-Gewässerkarte mit passendem Ausschnitt und den hier benutzten Layern: Lauf und Einzugsgebiet des Eierbachs

Allgemeiner Einstieg ohne Voreinstellungen und Layer: Daten- und Kartendienst der Landesanstalt für Umwelt Baden-Württemberg (LUBW) (Hinweise)
1. 1 2  Höhe nach dem Höhenlinienbild auf dem Hintergrundlayer Topographische Karte.
2. ↑  Länge nach dem Layer Gewässernetz (AWGN).
3. 1 2  Einzugsgebiet abgemessen auf dem Hintergrundlayer Topographische Karte.
4. ↑  Geotope nach dem Layer Geotope.
5. ↑  Länge abgemessen auf dem Hintergrundlayer Topographische Karte.

### Andere Belege
1. ↑  Wolf-Dieter Sick: Geographische Landesaufnahme: Die naturräumlichen Einheiten auf Blatt 162 Rothenburg o. d. Tauber. Bundesanstalt für Landeskunde, Bad Godesberg 1962. → Online-Karte (PDF; 4,7 MB)
2. ↑  Geologie nach der unter der Literatur genannten geologischen Karte, gröber auch auf: Mapserver des Landesamtes für Geologie, Rohstoffe und Bergbau (LGRB) (Hinweise)